# Ptiloglossa willinki
Ptiloglossa willinki är en biart som beskrevs av Jesus Santiago Moure 1953. Ptiloglossa willinki ingår i släktet Ptiloglossa och familjen korttungebin. Inga underarter finns listade i Catalogue of Life.